# 本能 (曲)
「本能」（ほんのう）は、日本のシンガーソングライター・椎名林檎による楽曲。1999年10月27日に東芝EMI（当時）より発売された4枚目のシングルの表題曲として発表された。
初回生産分のみ、特製パーカー応募券付き。同日にはデビューシングルの『幸福論』が12cmシングル盤として再発売された。

## 概要
前作『ここでキスして。』より約10ヶ月ぶりとなるシングル。出荷ベースでミリオンセラーとなり、2014年12月時点でCD売上では自身最大のヒット曲である。ナース姿のコスプレでガラスを叩き割るミュージック・ビデオとジャケットも話題となった。
当初は同年4月に発表予定だった『ギブス』を発売する予定だったが、椎名自身「（既にツアー「先攻エクスタシー」で披露されていたこともあり）新鮮味もなくなる」と感じ、ワンクッション置くという意味合いで本楽曲を発売する運びとなったとのこと。また、この楽曲は1999年9月5日に行われたライブイベント「Sweet Love Shower '99」で初披露された。そして、発売延期となった『ギブス』は、2000年1月26日に発売された。
日本テレビ系『FUN』のエンディングテーマ曲として起用されたほか、シングルのカップリング曲は2曲とも「サントリー ザ・カクテルバー」のCMソングとして使用されたため、シングル収録曲全曲にタイアップがついた。

## ミュージック・ビデオ
ミュージック・ビデオ及びディスクジャケットは、これまでにも椎名の作品のアートワークなどを担当していたアートディレクターの木村豊が製作。病院を舞台にしたセットでナースのコスプレ姿の椎名がガラスを叩き割るといった内容で大きな話題となった。ベッドの上で女性の患者と絡み合うシーンもあるが、本人は深い意味は無いと語っている。
撮影に使われたガラスは映画撮影用の割れやすい特殊ガラスで、わざわざハリウッドから空輸されたために、ガラス代よりも輸送費がかさんでしまったという。そこまでして用意したにもかかわらず、想定した物より硬かったせいで、実際の撮影では握り拳でガラスを割るシーンで指などに切り傷を負ってしまい、ワセリンで止血しながら撮影を続けた。
ミュージック・ビデオの最後にカメラが引き撮影スタジオ全体が見えるようになって仕掛けがばらされるが、それはその出来事を不満に思った椎名が提案したもの。ガラス割りのシーンの撮影はレコーディングの時から決まっており、白衣や医者、看護師にスパイシーで宇宙っぽいというイメージを持っていたことも重なり、撮影自体はノリノリだったという。

## 収録曲
1. 本能
日本テレビ系『FUN』エンディングテーマ曲。
イントロのヴォコーダーで加工されている英語詞は、コンサートなどで披露する際は「幸福論（悦楽編）」同様、拡声器を使用する。ベストアルバム「ニュートンの林檎 〜初めてのベスト盤〜」ではミックスが変更され、加工されていない。
2006年に行われた東京事変のライブツアー「“DOMESTIC!”Just can't help it.」で披露した際は、間奏のピアノソロをメンバーの伊澤一葉自身の楽曲から引用した[注釈 3]。
コンサートでは2008年の「椎名林檎 (生)林檎博'08 〜10周年記念祭〜」以来長らく披露されていなかったが、2018年の「(生)林檎博'18 -不惑の余裕-」の1曲目として約10年ぶりに演奏された。その際楽曲の前半にはRHYMESTERのMummy-Dが登場し、オリジナルのラップを披露した。
恋愛の歌のように見えるが、テーマは『脱モラトリアム後に大人が割り切らなくちゃいけないこと』。「人間の本能とは『嫉妬や自己愛や自己顕示欲の繰り返し』」と言う一方で、「この曲を作った時は何にも考えていなかった」[2]。
2. あおぞら
「サントリー ザ・カクテルバーフェアリーテイル篇」CMソング。
高校二年生の時、遺伝性の目の病気で網膜剥離の手術を受けた男友達に「あおぞら」というタイトルで歌を作って欲しいと頼まれ、彼からもらった手紙を元に歌詞を書いた曲[6][注釈 4]。
コンサートでは「幸福論（悦楽編）」のようにロック調にアレンジされて披露された。
3. 輪廻ハイライト
「サントリー ザ・カクテルバーぶどう篇」CMソング。
実際に歌われている歌詞は英語だが、空耳方式で、英語に聞こえそうな日本語を無理やり当て字をして表記されている。
コンサートで披露されたのは1999年に開催された学園祭ツアー「学舎エクスタシー」のみ。

詳細
| 全作詞・作曲: 椎名林檎 全編曲: 亀田誠治。 |                    |                           |                           |      |
| #                                         | タイトル           | 作詞                      | 作曲・編曲                | 時間 |
| 1.                                        | 「本能」           | 椎名林檎 全編曲: 亀田誠治 | 椎名林檎 全編曲: 亀田誠治 | 4:16 |
| 2.                                        | 「あおぞら」       | 椎名林檎 全編曲: 亀田誠治 | 椎名林檎 全編曲: 亀田誠治 | 4:19 |
| 3.                                        | 「輪廻ハイライト」 | 椎名林檎 全編曲: 亀田誠治 | 椎名林檎 全編曲: 亀田誠治 | 3:28 |
| 合計時間:                                 | 合計時間:          | 12:05                     |                           |      |

## 参加メンバー
本能
酸欠ギター：名越"ラムネ"由貴夫 遅刻王
悩殺ベース：亀田"ハレンチ"誠治 師匠
悪意ピアノ：斎藤"シヴォレー？"有太 元番長
男気ドラム：村石"ケンソー"雅行 先輩
惨劇シンセサイザー：中山"オケヒット"信彦 副委員長
あおぞら
真心ギター：西川進
真心ベース：亀田誠治
真心オルガン：斎藤有太
真心シンセ：皆川真人
真心フリューゲルホルン：水江洋館
真心ピヨピヨ：椎名林檎
輪廻ハイライト
国宝ピアノ：島健 様
国宝ウッドベース：高水健司 様
国宝ドラム：渡嘉敷祐一 様
録音や操作：井上"コンブ"宇仁天才 at カメスタ　スタジオテラ

凄腕音仕上げ：前田康二 at バーニー　グランドマン